# Gare de Mommenheim
Gare de Mommenheim vasútállomás Franciaországban, Mommenheim településen.

## Vasútvonalak
Az állomást az alábbi vasútvonalak érintik:
- Noisy-le-Sec-Strasbourg-Ville-vasútvonal
- Mommenheim-Sarreguemines-vasútvonal

## Kapcsolódó állomások
A vasútállomáshoz az alábbi állomások vannak a legközelebb:
- Gare d’Obermodern
- Gare de Schwindratzheim (Gare de Saverne)
- Gare de Brumath (Gare de Sélestat)